# Titaguas (kommun)
Titaguas är en kommun i Spanien.   Den ligger i provinsen Província de València och regionen Valencia, i den östra delen av landet, 230 km öster om huvudstaden Madrid. Antalet invånare är 508.